# Lysiostyles
Lysiostyles é um género botânico pertencente à família Convolvulaceae.
1. ↑  «Lysiostyles — World Flora Online». www.worldfloraonline.org. Consultado em 19 de agosto de 2020